# Maximiliano Gómez (Fußballspieler, 1996)
Maximiliano Gómez, vollständiger Name Maximiliano Gómez González (* 14. August 1996 in Paysandú), ist ein uruguayischer Fußballspieler, der aktuell an den FC Cadiz verliehen ist.

## Karriere
Der 1,86 Meter große Offensivakteur Gómez ist der Bruder des Fußballspielers Richard Gómez (2015 beim Club Atlético Torque). Er spielte im Jugendfußball zunächst mindestens 2013 für Litoral in seiner Geburtsstadt Paysandú. In jenem Jahr absolvierte er ein einwöchiges Probetraining bei Defensor Sporting, überzeugte dabei und wechselte zu den Montevideanern, wo er fortan fernab seiner Familie im Wohnheim der Jugendspieler des Klubs wohnte. 2013 war er dort in der Mannschaft der Quinta División und 2014 sowie 2015 in derjenigen der Cuarta División aktiv. 2014 war er zudem Teil des Teams in der Tercera División. 2015 wurde er in die Profimannschaft des Erstligisten befördert. Im Profibereich debütierte er am 15. September 2015 im Rahmen der Copa Sudamericana 2015 als Einwechselspieler in der 89. Spielminute für Héctor Acuña beim 1:0-Auswärtssieg gegen den peruanischen Verein Universitario de Deportes. Sein Debüt in der Primera División gab er in der Apertura am 4. Oktober 2015 bei der 0:4-Auswärtsniederlage gegen Nacional Montevideo, als er ebenfalls von Trainer Juan Tejera in der 46. Spielminute für Facundo Castro eingewechselt wurde. In der Saison 2015/16 bestritt er 21 Erstligabegegnungen (14 Tore) und vier Partien (kein Tor) in der Copa Sudamericana. Während der Spielzeit 2016 kam er 14-mal in der Liga (vier Tore) zum Einsatz. In der Saison 2017 stehen zwölf Erstligaeinsätze (zehn Tore) und einer (ein Tor) in der Copa Sudamericana 2017 für ihn zu Buche. Anfang Juli 2017 wechselte er zum spanischen Erstligisten Celta Vigo. Nach zwei Jahren als Stammspieler in Vigo schloss er sich im Sommer 2019 dem FC Valencia an. Am 1. September 2022 wechselte er nach drei Spielzeiten in die türkische Liga zu Trabzonspor. Am 23. August 2023 wurde er an den Verein FC Cádiz in der spanischen Primera Division ausgeliehen.

## Nationalmannschaft
Seit 2017 tritt Gómez für die Uruguayische Fußballnationalmannschaft an. Seinen ersten Einsatz bestritt er am 10. November 2017 in einem Freundschaftsspiel gegen Polen. In der Partie wurde er in der 74. Minute für Giorgian De Arrascaeta eingewechselt. Neben weiteren Freundschaftsspielen trat Gómez bislang bei der Fußball-Weltmeisterschaft 2018 sowie bei der Copa América 2019 und 2021 an.